# Jane Drew

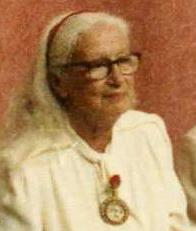
Jane Drew (1984)

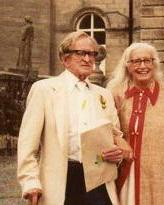
Drew mit ihrem Ehemann Maxwell Fry im Jahr 1984

Jane Drew, eigentlich Joyce Beverly Drew, (* 24. März 1911 in Thornton Heath; † 27. Juli 1996, Cotherstone) war eine englische Architektin und Stadtplanerin. Sie war eine der führenden Architektinnen der Moderne in London. Nur wenige Monate vor ihrem Tod erhielt sie 1995 die Ehrung Dame Commander of the Order of the British Empire.

## Leben
Drew wurde 1911 als Tochter von Harry Guy Radcliffe Drew, Enkel von Joseph Drew, geboren, der Gestalter von chirurgischen Instrumenten und Gründer des British Institute of Surgical Technicians war. Ihre Mutter Emma Spering Jones, eine Lehrerin, wurde bei einem Autounfall schwer verletzt, als Jane vier Jahre alt war. Obwohl sie fortan gelähmt war, kümmerte sie sich um ihre beiden Kinder und versuchte, ihnen ihr Interesse für die Natur und die Kunst weiterzugeben. Janes ältere Schwester Dorothy Stella Radcliffe Drew (1909–1989) war Physikerin und Schülerin von F. M. Alexander.
Drew besuchte die Woodford School in East Croydon und die Croydon High School, wo sie Schülersprecherin war. Sie studierte von 1929 bis 1934 an der Architectural Association School of Architecture. 1933 heiratete sie den Architekten James Thomas Alliston, den sie während des Studiums kennengelernt hatte. Die beiden gewannen einen Wettbewerb für ein Krankenhaus in Devon. In der Folge stieg sie in das Architektenbüro ihres Mannes ein. Das Paar hatte Zwillingstöchter, doch die Ehe wurde schon 1939 geschieden. Kurz arbeitete sie für Joseph Emberton und Charles Holden, dann machte sie sich selbstständig und bezog ein Büro in der 12 King Street, St. James, London. Anfangs beschäftigte sie bewusst nur Architektinnen.
Jane Drew kam bald durch den Congrès International d’Architecture Moderne (CIAM) mit dem Modern Movement in Berührung, das in Großbritannien von MARS (Modern Architectural ReSearch) vertreten wurde. MARS war eine Gruppe von Architekten, Malern und Industriellen. Durch die Gruppe kam sie mit Le Corbusier, Elisabeth Lutyens und Maxwell Fry in Kontakt. Jane Drew heiratete Fry im Jahr 1942. 1944/45 arbeitete Drew als Assistant Planning Adviser für den Minister für die westafrikanischen Kolonien.
Nach dem Zweiten Weltkrieg gründete sie mit Fry in London ein Architektenbüro, das sie später mit weiteren Partnern fortführte. 1962 wurde ein zweites Büro eröffnet. 1946 bis 1962 war Drew Herausgeberin des Architects' Year Book.
Nachdem der indische Premierminister Pandit Nehru Drews Projekte in Westafrika gesehen hatte, bat er sie und Maxwell Fry, die neue Hauptstadt des Punjab, Chandigarh, zu planen und zu errichten. Drew und Fry konnten Le Corbusier für eine Teilnahme gewinnen, der für die Grundplanung der Stadt und die wichtigsten Regierungsgebäude zuständig war. Drew, Fry und Le Corbusiers Cousin Pierre Jeanneret verbrachten insgesamt drei Jahre in Chandigarh. Aufgrund der extremen Temperaturbedingungen kam Le Corbusier in jedem Jahr in der kälteren Jahreszeit für zwei Monate nach Indien. Nehru wollte mit Chandigarh eine Modellstadt errichten für die Flüchtlinge aus Pakistan. Er wollte keine traditionelle Formensprache, sondern mit neuen Formen experimentieren. So konnten Drew, Fry und Le Corbusier in die Wohnlandschaften auch Schulen, Kliniken, Freibäder und Open-Air-Theater integrieren. Alle Wohnhäuser hatten Sanitäranlagen und eine Wasserversorgung. Die günstigen Häuser waren vor allem als Terrassenhäuser angelegt. Bevor die Häuser gebaut wurden, errichtete Drew Musterhäuser, in denen gelebt wurde und die dann nach Vorschlägen der Bewohner verbessert wurden. Die Mieten für die Wohnungen sollten grundsätzlich ein Zehntel des Monatseinkomens nicht überschreiten. Die Haltung von Tieren war aufgrund der Infektionsgefahr nicht erlaubt. Das neue Wohndesign beeinflusste Indiens Architektur nachhaltig.
Maxwell Fry ging 1973 in Rente, Drew arbeitete noch bis 1979 weiter. Das Paar lebte zu dieser Zeit im „The Lake House“ in Rowfant bei Crawley in Sussex. 1982 beschlossen sie, das Haus zu verkaufen und zogen nach Cotherstone. Fry starb 1987, Drew verstarb 1996 an den Folgen einer Krebserkrankung. Sie wurde in Romaldkirk bestattet.

## Auszeichnungen und Ehrungen
- 1961: Beamis Professor, Massachusetts Institute of Technology
- 1966: Ehrendoktor der Rechte, University of Ibadan, Nigeria
- 1973: Ehrendoktor, Open University, Milton Keynes, England
- 1976: Bicentennial Professor, University of Utah, USA
- 1978: Honorary Fellow of the American Institute of Architects
- 1985: Honorary Fellow of the Nigerian Institute of Architects, Lagos, Nigeria
- 1987: Honorary DLitt, Newcastle University, England
- 1994: Honorary DArch, University of the Witwatersrand, Johannesburg
- 1996: Dame Commander of the Order of the British Empire
- Honorary Fellow, University of Hull
- Honorary Fellow, Institute of Contemporary Arts
- Seit 1998 vergibt das Architects’ Journal jährlich den Jane-Drew-Preis an Architekten, die den Status von Frauen erhöhen.

## Engagement
- 1964–1970, 1971–1974: Mitglied des Royal Institute of British Architects
- 1969/70: Präsidentin der Architectural Association
- Mitglied des Beirates, Victoria and Albert Museum
- Member of the City of London Advisory Committee for Conservation Areas
- Mitglied des Chartered Institute of Arbitrators

## Werke
- 1940: Walton Yacht Works at Walton on Thames, near London
- 1941: Kitchen Planning Exhibition, Dorland Hall, Lower Regent Street, London
- 1943: Ausstellung Rebuilding Britain, National Gallery, London
- 1946: Ausstellung Britain Can Make It, Victoria and Albert Museum
- 1948: Teacher's Training College in Mampong  und Prempeh College in Kumasi, Ghana (mit Maxwell Fry)
- 1949: Klinikgebäude für die Kuwait Oil Company
- 1949: mehrere Wohnhäuser, Harlow (mit Maxwell Fry)
- 1950: Adisadel College and Wesley Girls' High School, Cape Coast, Ghana (mit Maxwell Fry)
- 1950: Passfields flats in Lewisham, London (mit Maxwell Fry)
- 1950: Interior design for the ICA (Institute of Contemporary Arts) at 17/18 Dover Street, London (mit Maxwell Fry, in Zusammenarbeit mit  Eduardo Paolozzi, Nigel Henderson, Neil Morris and Terence Conran).
- 1951: New Schools building, Waterloo Entrance Tower, Riverside Restaurant[4] für das Festival of Britain (mit Maxwell Fry)
- 1951–1953: Chandigarh

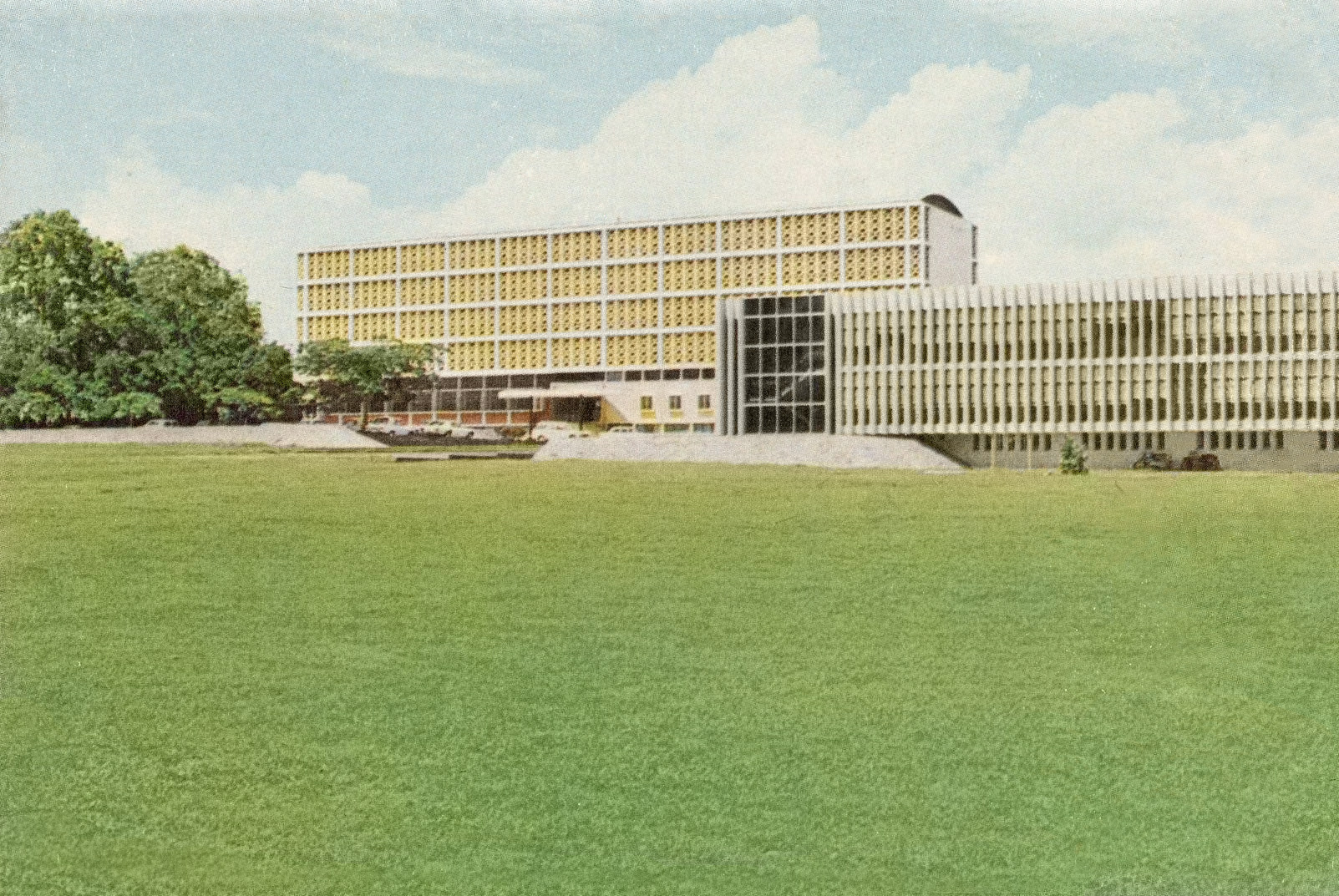
Kenneth Dike University Library, University of Ibadan

- 1953–1959 Wohnungen und Geschäftsgebäude in Ibadan, Nigeria
- 1953 Wohnungen in der Whitefoot Lane, Downham Estate, Lewisham, London (with Maxwell Fry)
- 1955 Wohnung in Masdsched Soleyman, Iran
- 1959: Cooperative Bank, Lagos, Nigeria
- 1959: Cooperative Bank, Ibadan, Nigeria
- 1959: Gulf House, Gulf Oil, London
- 1960: Lionel Wendt Art Memorial Centre, Colombo, Sri Lanka
- 1960: Wohnhaus Broadbent, Hendon, London[5]
- 1964: Training Centre, Apowa, Ghana
- 1964: Wohnungen in Hatfield und Welwyn
- 1964: Shell-Zentrale in Singapur
- 1964–1966: Umbau von 12 Carlton House Terrace für das ICA, London
- 1965: Ahmadu Bello Stadium, Kaduna, Nigeria
- 1965: Womens’ Teacher Training College, Kano, Nigeria
- 1965: Hotel in Colombo, Sri Lanka
- 1967: Margaret Pyke Memorial Centre, London
- 1968: Torbay Hospital und Schwesternhaus, Torquay, Devon
- 1968: Schule, Herne Hill, London
- 1969–1977: Gebäude der Open University, Milton Keynes, Buckinghamshire
- 1970: Carlton House Terrace, London
- 1973: Gestetner-Gebäude, Stirling, Scotland
- 1977: Mauritius Institute of Education (mit Maxwell Fry)
- 1979: St. Paul’s Girls' School, London Science Block

## Veröffentlichungen
- mit Maxwell Fry: Architecture for Children.George Allen and Unwin, London 1944 (1976 als Architecture and the Environment erneut verlegt)
- Architects' Year Book. Paul Elek, London 1945, ISBN 978-0-236-15431-9
- Architects' Year Book 2. Paul Elek, London 1947
- mit E. Maxwell Fry: Village Housing in the Tropics: with special reference to West Africa. Lund Humphries, London 1947
- mit Trevor Dannatt: Architects' Year Book 3. Paul Elek, London 1949
- mit Trevor Dannatt: Architects' Year Book 4. Paul Elek, London 1952
- mit Maxwell Fry: Chandigarh and Planning Development in India. In: Journal of the Royal Society of Arts, Vol. CIII, Nr. 4948, 1. April 1955, S. 315–333
- mit Maxwell Fry: Tropical Architecture in the Humid Zone. Batsford, London 1956
- mit Maxwell Fry: Tropical Architecture in the Dry and Humid Zones. Reinhold, New York 1964
- The Work of Rodney Thomas – architect. London 1967
- mit Maxwell Fry: Architecture and the Environment.George Allen and Unwin, London 1976, ISBN 978-0-04-720020-5
- mit Ann Tyng, Gae Aulenti, Denise Scott Brown, Monica Pidgeon, Anna Bofil, Indira Rai, Bola Sobande, Ellen Perry Berkeley, Eulie Chowdhuri  et al.: The crisis of Identity in Architecture – Report of the proceedings of the International Congress of Women Architects. Ramsar, Iran 1976